# Sydney Atkinson
Sydney Atkinson (anglès: Sidney James Montford «Sid» Atkinson)  (Durban, 14 de març de 1901 - Durban, 31 d'agost de 1977) va ser un atleta sud-africà, especialista en curses de tanques i salt de llargada, que va competir durant la dècada de 1920.
El 1924 va prendre part en els Jocs Olímpics de París, on va guanyar la medalla de plata en els 110 metres tanques del programa d'atletisme. Quatre anys més tard, als Jocs d'Amsterdam, va guanyar la medalla d'or en la mateixa prova, mentre en els 100 metres llisos quedà eliminat en sèries.
En el seu palmarès també destaca el campionat de l'AUU de les 120 iardes tanques.

## Millors marques
- 110 metres tanques. 14.7" (1928)
- 400 metres tanques. 56.5" (1922)
- salt de llargada. 7.34 m (1925)[1][2]